# 黄熱ワクチン
黄熱ワクチン（おうねつワクチン）は、黄熱の予防に用いるワクチンである。黄熱はアフリカや南アメリカで診られるウイルス性の感染病である。ワクチン投与後1か月以内に、99%の人が免疫力を獲得し、免疫持続期間は生涯にわたると思われる。
このワクチンは、黄熱の流行を防ぐために使用される場合もありえる。接種法は筋肉注射か皮下注射である。黄熱が流行している国へ入国する際に、接種証明書（イエローカード）の提示を要求する国家が存在する。

## 推奨
世界保健機関（WHO）は定期的予防接種を感染の危険性のある国家で推奨している。主に9か月から12か月の子供を対象にしている。また感染危険性のある地域に渡航する者は、予防接種を受けなければならない。一般的に一度の投与で再投与は必要ない。WHO必須医薬品モデル・リストに記載されており、基礎的な医療制度で重要視されている医薬品である。

## 製法
弱毒化した黄熱ウイルス17D株を用いた、生ワクチンである。2014年の世界価格は1投与につき4.30から21.30米ドルである。アメリカ合衆国では50から100米ドルである。

## 安全性
一般的に安全なワクチンであり、これは症状の出ていないHIV感染症の患者にも当てはまる。軽度の副作用は頭痛、筋肉痛、接種部位の痛み、発熱、発疹がありえる。副作用による重度のアレルギーは8/1,000,000投与、重度の神経性の問題は4/1,000,000投与、臓器不全 は3/1,000,000投与の割合である。生ワクチンであるが、妊娠中の投与は安全とみなされているゆえ、感染の危険性の高い人には推奨している。免疫機能が非常に乏しい人には、投与するべきではない。

## 有効期間
黄熱ワクチンによる免疫は生涯にわたって有効であり、追加接種の必要はない。1930年代以降6億回以上投与されているが、ワクチン接種後に黄熱を発症したのは12例に過ぎず、その全ては接種後5年以内に発症している。このことから、ワクチンによる免疫は年月を経ても減弱しないと結論できる。

## 歴史
黄熱のワクチン作出の試みは、1912年にパナマ運河が開通したことで、黄熱の感染リスクが増大したことがきっかけだった。野口英世はエクアドルでの「黄熱」について、レプトスピラを病原体として見出しワクチンを作製したが、これはワイル病との混同であり、このワクチンは黄熱には効果が無かった。
その後セネガルのダカールで、黄熱から回復した患者から得たウイルス（フランス株）を用いてワクチンが作製されたが、毒性が強く弱毒化にも成功しなかった。1927年にはAsibiという名の、アフリカ人の血清より分離されたウイルスを用いたワクチンが作製された。これは安全ではあったが、大量のヒト血清を必要とするという問題があった。しかし1937年にマックス・タイラーが、Asibi株から効率的な黄熱ウイルス株17Dを作出し、これが実用的な黄熱のワクチン株として利用されている。

## 日本
黄熱の予防接種は、国際保健規則の規定により、実施機関が限られる。日本では検疫所、日本検疫衛生協会東京診療所のほかは、数か所の指定医療機関のみで実施している。
- 2016年4月8日 - 国立研究開発法人国立国際医療研究センター病院および東京医科大学病院を指定[9]
- 2016年9月15日 - 公益財団法人日本検疫衛生協会横浜診療所を指定解除[10]
- 2019年10月1日 - りんくう総合医療センターを指定[11]

2018年9月、承認を受けていた「黄熱ワクチン」（5人用: YF-VAX5dose）が、同年11月頃に欠品が生じる見込みであることが、厚生労働省より発表され、これに伴い、国立国際医療研究センターが中心となり、臨床研究法に基づく臨床研究として、一時的に日本未承認ワクチンである「Stamaril」の接種を行うこととなった。
2019年8月より、同年5月に厚生労働省の承認を受けた「黄熱ワクチン1人用」(YF-VAX1dose) による予防接種を開始した。